# Bertrand de Billy
Bertrand de Billy (Parigi, 11 gennaio 1965) è un direttore d'orchestra francese.

## Biografia
Ha frequentato una scuola dei gesuiti, ma ha iniziato solo seri studi musicali quando aveva circa 14-15 anni; ha studiato pianoforte e violino.
Dopo la sua carriera come musicista strumentale, de Billy iniziò la sua carriera a Parigi come direttore d'orchestra. Più tardi si trasferì in Germania e iniziò la sua carriera come direttore d'opera lirica. Il suo debutto come direttore operistico fu con La traviata a Oviedo, in Spagna, nel 1991, in sostituzione di un direttore d'orchestra, con un breve preavviso. È stato Generalmusikdirektor all'Anhaltisches Theater di Dessau dal 1993 al 1995. Alla Volksoper di Vienna ha ricoperto la carica di direttore principale dal 1996 al 1998. Dal 1999 al 2004 de Billy è stato direttore principale del Gran Teatre del Liceu, Barcellona, dopo la riapertura del teatro.
De Billy dirige principalmente a memoria, anche se di solito ha la partitura di fronte a lui, nel caso in cui si verifichino dei problemi; alla Volksoper è stato chiamato sul podio durante l'ottava scena di La Périchole per essere informato che la scena 9 sarebbe stata tagliata. Preferisce i teatri d'opera più piccoli (Theater an der Wien, Châtelet, Garnier), dove si può trovare più intimità con il pubblico.
Dal 2002, de Billy è stato direttore principale dell'Orchestra sinfonica della radio di Vienna (RSO Wien). Le sue esibizioni con l'orchestra hanno compreso le produzioni d'opera al Festival Oster Klang e al Sommerfestival Klangbogen. Tra le sue registrazioni con la RSO Wien figura Tiefland di Eugen d'Albert. De Billy ha avuto controversie con la direzione sui finanziamenti e sul perdurare delle condizioni dell'orchestra. È stato programmato che si dimetterà da questo incarico nel 2010. Nel gennaio 2009 la RSO Wien annunciò la nomina di Cornelius Meister come settimo direttore principale, con efficacia dalla stagione 2010-2011.
Bertrand de Billy è membro del consiglio di amministrazione dell'Europäische Musiktheater-Akademie.

## Discografia
La sua discografia include le opere di Mozart / Da Ponte, le Sinfonie 2, 3, 5, 6, 7, 8 di Beethoven, la Sinfonia n. 9 di Schubert, la Sinfonia n. 9 di Dvořák e le opere complete di Gounod (Faust), Dukas (Ariane et Barbe-bleue) e Verdi (Don Carlo) e su DVD Pelléas et Mélisande di Debussy, Cendrillon di Massenet , La bohème di Puccini e Hamlet di Thomas.